# 巴尔 (热尔省)
巴尔（法語：Bars）是法国热尔省的一个市镇，位于该省南部，属于米朗德区。该市镇总面积10.61平方公里，2009年时的人口为134人。

## 人口
巴尔人口变化图示